# County Tipperary
County Tipperary (Irsk: Contae Thiobraid Árann) er et county i  provinsen Munster i Republikken Irland. County Tipperary omfatter et areal på 4.303 km² med en samlet befolkning på 149.040 (2006). 
Administrativt er det delt i North Tipperary med administrationsbyen Nenagh og South Tipperary med administrationsbyen Clonmel. Denne deling skete formelt allerede ved oprettelsen af de nuærende grevskaber i 1898.
Der er overvejende landbrug med kvæg og fåreavl. Endvidere er der teksttilindustri og ved  landsbyen Silvermines ved Nenagh liggerder en stor bly og zinkmine.
Tipperarys centrale fladland er omgivet af bjergene Galtee Mountains og Knockmealdown Mountains i den sydlige del, Slievenamon og Sieveardagh Hills i øst og Arra Mountains og Slievefelim i vest. Mod County Limerick åbner fladlandet sig i overdrevet Golden Vale. I Tipperary ligger også den grønne dal Glen of Aherlow.

## Største byer
| Rang | By              | Indbyggertal (2016) |
| ---- | --------------- | ------------------- |
| 1    | Clonmel         | 17,140              |
| 2    | Nenagh          | 8,968               |
| 3    | Thurles         | 7,940               |
| 4    | Carrick-on-Suir | 5,771               |
| 5    | Roscrea         | 5,446               |
| 6    | Tipperary       | 4,979               |
| 7    | Cashel          | 4,422               |
| 8    | Cahir           | 3,593               |
| 9    | Ballina         | 2,632               |
| 10   | Templemore      | 1,939               |
| 11   | Fethard         | 1,545               |